# Ignacio de Luzán
Ignacio de Luzán (Saragoça, 28 de março de 1702 – Madri, 19 de Maio de 1754) foi um escritor espanhol.
Entre as suas obras sobressai a Poética (1737) – texto programático do neoclassicismo espanhol – onde o autor se declara contra a pompa excessiva e os abusos da liberdade de alguns escritores do século de ouro.